# 新郷駅 (岡山県)
新郷駅（にいざとえき）は、岡山県新見市神郷釜村にある、西日本旅客鉄道（JR西日本）伯備線の駅である。

## 概要
岡山県内の当駅以南は岡山支社が管轄しており、鳥取県内に入る上石見駅以北は米子支社が管轄する（運転指令上の境界は当駅となっている）。但し、米子駅 - 当駅間を運行する列車（当駅通過の特急を含む）の運行は、米子支社側の乗務員が新見駅まで担当する。
駅名の「新郷」とは、駅が開設された当時の所在地が阿哲郡新郷村であったことによる。また駅前には駅開設30周年を記念して1982年に建てられた記念碑及び「新郷駅の歌」（作詞：漆島静雄、 作曲：安達真四）の歌詞が書かれた石碑が設置されている。
平日・土曜の朝に1本のみ当駅始発岡山方面播州赤穂行普通列車が設定されている。

## 歴史

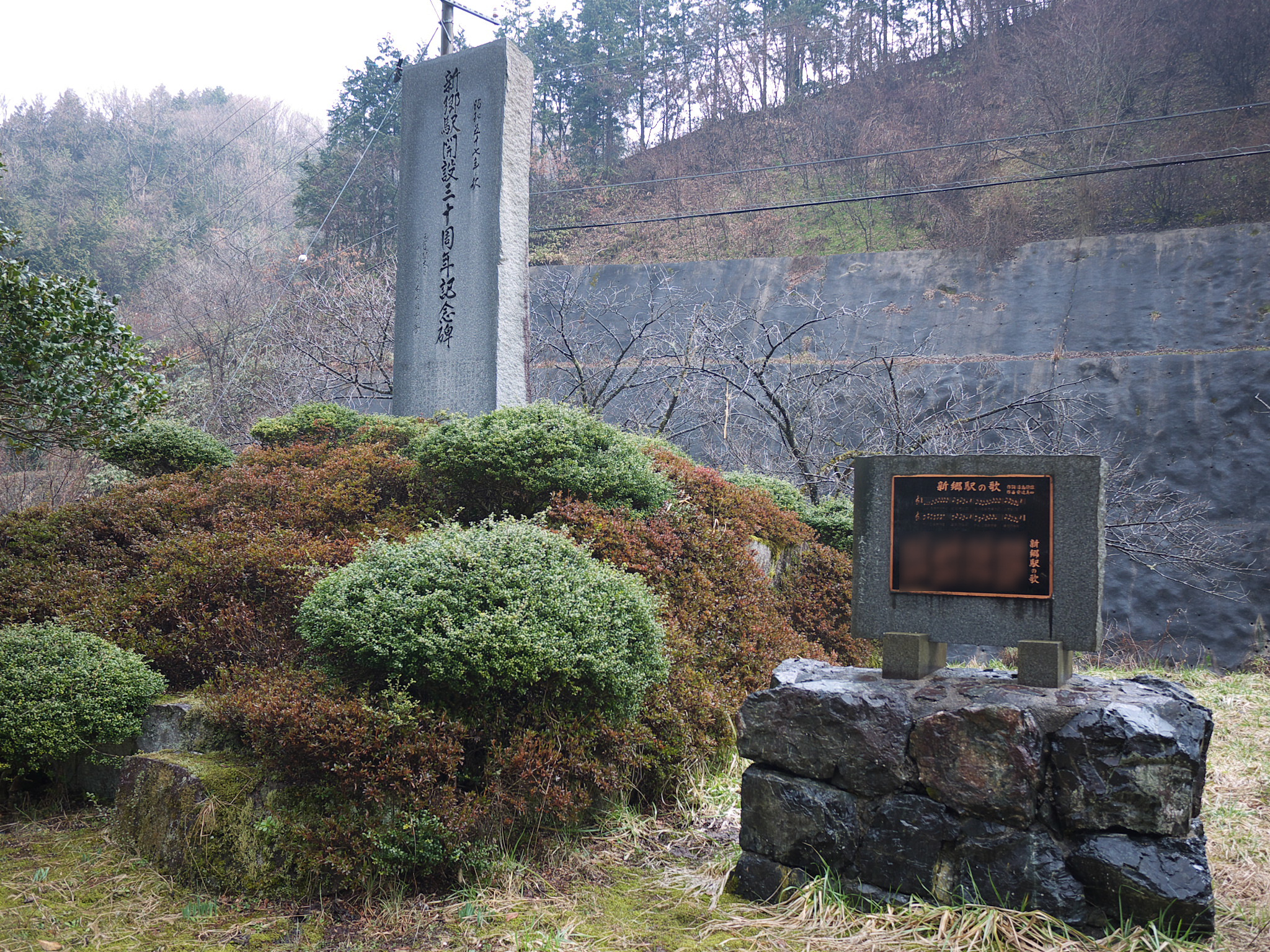
新郷駅開設三十周年記念碑

鉄道省伯備北線（現・伯備線）上石見駅 - 足立駅間開通に伴いこの地に鉄道が通ったのは1926年（大正15年）12月1日であるが、当初は駅が設置されなかった。最寄りの大きな町は岡山県新見市であるが、ここに出るために住民達は一旦峠を徒歩で越えて、鳥取県側の上石見駅からの利用を余儀なくされていたと言う。戦後民主化の時代となると、当時の新郷村長であった長谷部与一らは駅新設を請願し、衆議院議員近藤鶴代の努力により駅が設置された。開設に伴う諸経費約320万円は、村有林の材木を販売して地元で負担した。
周辺集落の中心地は川の合流地点となっており、軌道はやや高い位置を鉄橋で越えている等、駅舎建設にはやや難しい立地であった。そこで駅建設には集落よりも南に少し離れた所にその地を求めることとなった。当初の駅は、現在地より約100m北に設置された単線・無人の簡易駅であったが、その後伯備線複線化及び電化計画が上がると、後の神郷町は普通駅昇格を陳情し、参議院議員木村睦男の努力により1972年（昭和47年）2月に現在地へ移転した。この際の経費は国鉄予算で支払われた。従って、駅周辺は閑散としておりいわゆる秘境駅として扱われることもある。しかし、並行して走る岡山県道・鳥取県道8号新見日南線の交通量はそれなりに多く、整備状況も良い。

### 年表
- 1953年（昭和28年）12月15日：国鉄伯備線足立駅 - 上石見駅間に新設[1]。
- 1987年（昭和62年）4月1日：国鉄分割民営化に伴い、JR西日本の駅となる[1]。

## 駅構造

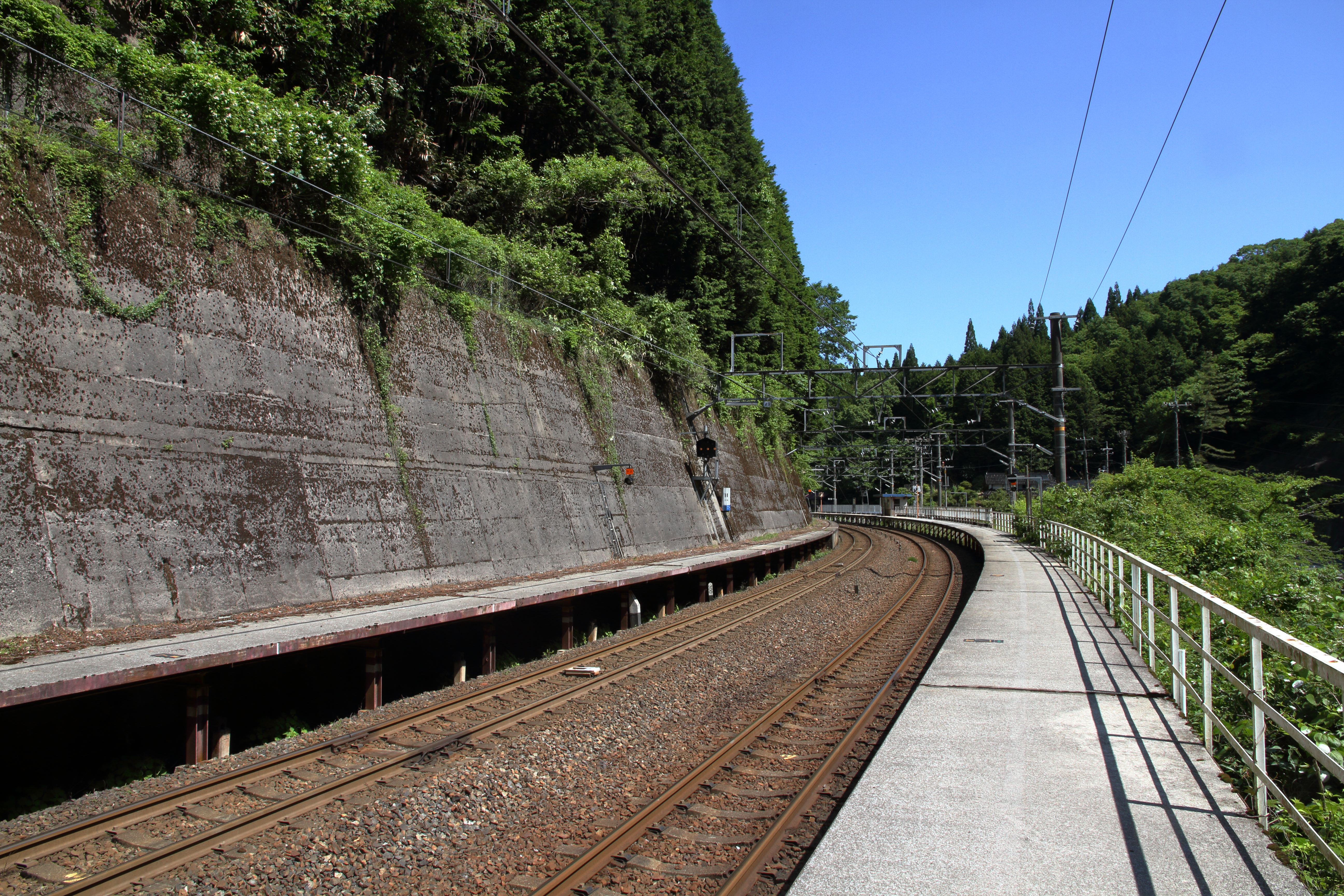
構内（2024年6月）

築堤上に相対式ホーム2面2線を有する地上駅である。駅舎は無く、上りホーム米子寄りにある入口から直接ホームへ入る形となっている。両ホームは構内踏切で連絡している。
新見駅管理の無人駅。

### のりば
| のりば | 路線   | 方向 | 行先           |
| ------ | ------ | ---- | -------------- |
| 1      | 伯備線 | 上り | 倉敷・岡山方面 |
| 2      | 伯備線 | 下り | 米子方面       |

※以前はのりば番号標が無かったが、2020年時点では運転指令上の番線番号に基づいてのりば番号が設定されている。入口側が1番のりばである。なお、上り線（1番のりば）は逆方向の入線及び発車にも対応している。

## 利用状況
近年の1日平均乗車人員の推移は以下の通り。
| 乗車人員推移 | 乗車人員推移 |
| 年度         | 1日平均人数  |
| ------------ | ------------ |
| 1999         | 26           |
| 2000         | 22           |
| 2001         | 24           |
| 2002         | 18           |
| 2003         | 24           |
| 2004         | 22           |
| 2005         | 28           |
| 2006         | 26           |
| 2007         | 17           |
| 2008         | 18           |
| 2009         | 17           |
| 2010         | 24           |
| 2011         | 16           |
| 2012         | 14           |
| 2013         | 10           |
| 2014         | 13           |
| 2015         | 13           |
| 2016         | 12           |
| 2017         | 9            |
| 2018         | 8            |
| 2019         | 6            |
| 2020         | 5            |
| 2021         | 7            |

## 駅周辺
- 新見市役所新郷市民センター
- 新郷郵便局
- 新見市立神郷北小学校
- 県道8号新見日南線
- 県道11号新見多里線
- 県道316号岩熊一ノ原線
- 高瀬川ダム

## 当駅を扱った作品
- 『全国秘境駅ファイル』（旅チャンネル/MONDO TV）：CS放送にて放映のテレビ番組。

## 隣の駅
西日本旅客鉄道（JR西日本）
 伯備線
足立駅 - 新郷駅 - 上石見駅